# Deuda de sangre (película)
Deuda de sangre es una película de misterio-suspense estrenada en 2002; fue producida, dirigida y protagonizada por Clint Eastwood. Eastwood interpreta el papel de Terry McCaleb, un exdetective del FBI, que intenta capturar a un asesino. La película está coprotagonizada por Jeff Daniels, Wanda De Jesús y Anjelica Huston.
Eastwood ganó el premio Future Film Festival Digital en el Festival de Cine de Venecia. Deuda de sangre está vagamente relacionada con la novela de 1998 del mismo nombre y ganadora de un premio Edgar, escrita por Michael Connelly.

## Sinopsis
Terry McCaleb (Eastwood) es un agente veterano del FBI, al que se le ha dado una nueva oportunidad en la vida, mediante un trasplante de corazón de una víctima de asesinato. Terry recibe la visita de la hermana de la víctima (De Jesús), recordándole que está vivo gracias al trasplante que recibió y le pide que investigue el asesinato de su hermana. Más tarde descubrirá que los asesinatos que están ocurriendo tienen cierta interconexión.

## Reparto
- Clint Eastwood como el detective Terry McCaleb.
- Jeff Daniels como Jasper 'Buddy' Noone.
- Anjelica Huston como Dra. Bonnie Fox
- Wanda De Jesús como Graciella Rivers.
- Tina Lifford como Detective Jaye Winston
- Paul Rodriguez como Detective Ronaldo Arrango
- Dylan Walsh como Detective John Waller.
- Rick Hoffman como James Lockridge.